# Simulium albilineatum
Simulium albilineatum är en tvåvingeart som först beskrevs av Günther Enderlein 1936.  Simulium albilineatum ingår i släktet Simulium och familjen knott.
Artens utbredningsområde är Peru. Inga underarter finns listade i Catalogue of Life.